# Burg Steinbrück

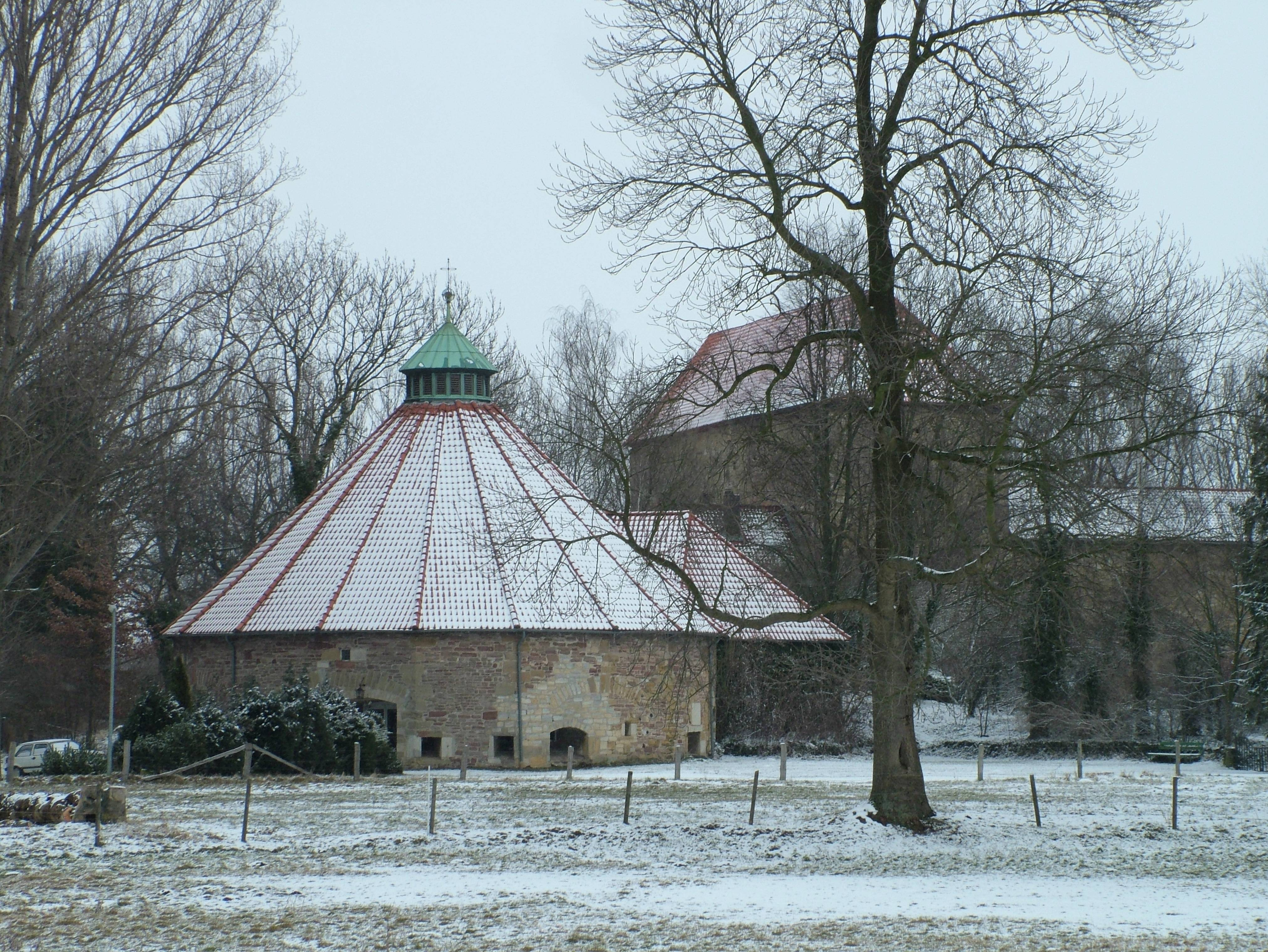
Die Kehrwiederkirche, ein ehemaliger Batterieturm und die Burg

Burg Steinbrück, Gemälde von Pascha Weitsch um 1780

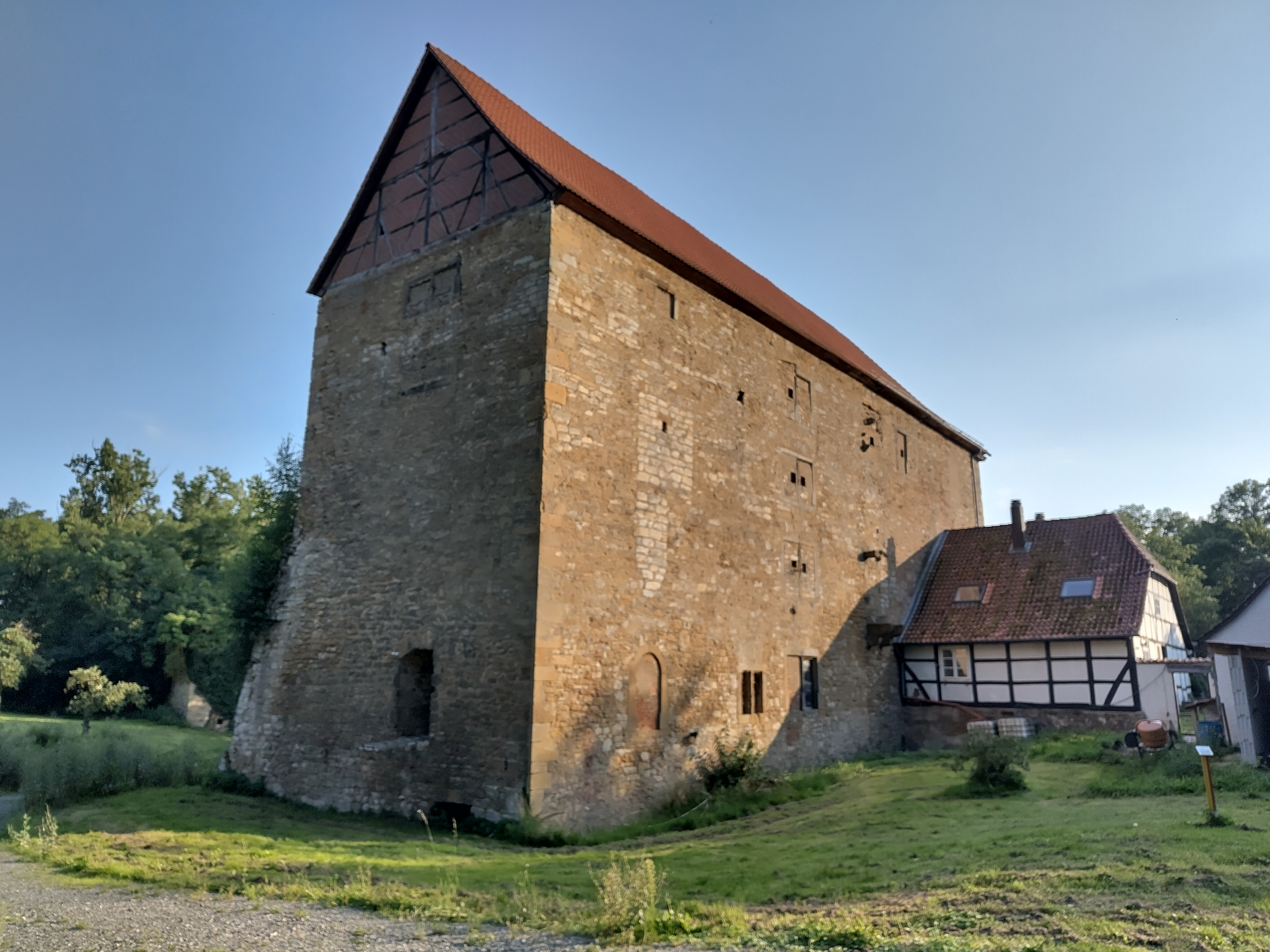
Der Palas der Burg Steinbrück bei Söhlde, von der Zufahrt gesehen.

Die Burg Steinbrück ist eine Wasserburg in Steinbrück, einem Ortsteil der Gemeinde Söhlde im Landkreis Hildesheim in Niedersachsen. Sie liegt an der hier gemeinsam verlaufenden B1/B444 am Fluss Fuhse.

## Beschreibung
Die Burganlage war von einem Burggraben umgeben. Der Zugang erfolgte über das zweigeschossige Pforthaus, in dem sich eine überwölbte Durchfahrt befindet. Das Gebäude ist massiv in verteidigungsfähiger Weise gebaut und hat Mauerstärken von 1,7 Meter. Dahinter befindet sich der quadratische Bergfried. Er macht das südliche Teilstück eines Gebäudes aus, in dem sich im Keller das Verlies befindet. Ursprünglich war es eine Brennerei. Daran schließt sich der vierstöckige Palas an, der als Herrenhaus der Hauptflügel der Burg war. Die Jahreszahl 1589 über der Außentür könnte ein Hinweis auf das Erbauungsdatum sein. Der Treppenturm des Palas wurde 1845 abgerissen. Der vermutlich 1573 als Batterieturm erbaute Kehrwiederturm ist der Burg vorgelagert und mit ihr durch einen kasemattierten Gang verbunden. Die bis zu fünf Meter starken Mauern des Rundturms lassen auf seine frühere Bedeutung schließen; er hat fünf Schießscharten.

## Geschichte
Die Burg lag an der östlichen Grenze des Stiftes Hildesheim zum Herzogtum Braunschweig, die die Fuhse bildete. Nach der Schlacht von Dinklar beschloss der Hildesheimer Bischof Gerhard von Berg, diese Grenze gegen feindliches Eindringen zu schützen. Dazu bot sich die in der Fuhseniederung auf einem Damm verlaufende Handels- und Heerstraße zwischen Hildesheim und Braunschweig, die heutige B 1, an. Am strategisch bedeutsamen Kreuzungspunkt von Straße und Fluss entstand nach 1370, aber vor 1383, eine Wasserburg. Vermutlich wegen der steinernen Straßenbrücke des Handelsweges wurde die Burg anfangs als Burg zur Steinbrücke bezeichnet. Bauherr war vermutlich der Ritter Hans von Schwicheldt. Ab 1394 erfolgten ständige Verpfändungen der Burg, die bereits 1421 wegen Baufälligkeit saniert wurde. 1425 übereignete der Bischof die Burg dem Hildesheimer Domkapitel, das die Burg als Befestigung gegen die Braunschweiger Herzöge ausbaute. Der 1425 erfolgte Besitzerwechsel, zusammen mit der Gerichtsbarkeit, an das Domkapitel Hildesheim war die Grundlage für das bis ins 19. Jahrhundert bestehende Amt Steinbrück mit Markt- und Stadtrecht. Nach kurzer Zeit gingen die Verpfändungen im gesamten 15. Jahrhundert weiter, unter anderem an die von Salder, von Veltheim, von Wenden und von Reden.
1521 zogen Truppen von Herzog Heinrich der Jüngere und Herzog Erich von Calenberg vor die Burg, um die Reichsacht gegen den Hildesheimer Bischof Johannes durchzusetzen. Sie nahmen die Burg nach kurzer Belagerung ein und töteten die etwa 50-köpfige Besatzung. Herzog Heinrich der Jüngere baute die Burg aus und bekam im Jahr 1523 im Quedlinburger Rezess das Gebiet zugesprochen. In einem Kellerverlies der Burg ließ er den ehemaligen Lübecker Bürgermeister Jürgen Wullenwever von 1535 bis 1537 einkerkern. 
1553 ließ Vollrad von Mansfeld seine Truppen die Burg und die umliegenden Dörfer plündern, wurde aber ein Jahr später vom Braunschweiger Herzog Heinrich der Jüngere vertrieben. Heinrich versuchte den 1542 eingeführten evangelischen Glauben zu beseitigen und die Burg als Ausgangspunkt für den Katholizismus zu nutzen. Dessen Sohn Herzog Julius, Herzog von Braunschweig-Wolfenbüttel, baute 1573 die Burg weiter aus und ließ dabei den Kehrwiederturm als Batterieturm errichten. Ab dieser Zeit war es eine vierflügelige Anlage, die die Gebäude und eine Mauer bildeten.
Unmittelbar nach der Schlacht bei Lutter 1626 zog der Sieger Johann t’Serclaes von Tilly mit seinen Truppen zur Belagerung vor die Burg Steinbrück. Nach rund zwei Wochen wurde sie ihm übergeben. Nach einer Entscheidung des Reichskammergerichtes kam die Burg Ende 1626 an das Hildesheimer Domkapitel. 1632 nahmen schwedische Truppen die Burg ein und plünderten sie. Nach der Eroberung von Hildesheim 1634 gehörte die Burg zum Fürstentum Braunschweig-Wolfenbüttel. 1643 im Hildesheimer Hauptrezess kam sie wieder an das Hildesheimer Domkapitel zurück. Nach den kriegsbedingten Zerstörungen besaß die Burg nur noch geringe militärische Bedeutung und wurde ab 1660  als Gutshof genutzt. Nach der Säkularisation des Hildesheimer Domkapitels durch Jérôme von Westfalen wurde die frühere Burg 1810 Staatsdomäne. 1812 kam die Anlage in Privatbesitz und ab 1862 gehörte sie der Klosterkammer Hannover. Seit 1818 steht sie leer. Der Treppenturm auf der Hofseite des Palas wurde 1845 abgebrochen.
Nach dem Zweiten Weltkrieg fanden viele evangelische Ostflüchtlinge und Umsiedler aus dem Raum Salzgitter im Dorf eine neue Heimat. Dazu wurden die Ländereien der Burg in Bauernhöfe aufgeteilt. 1955 erwarb die Evangelisch-lutherische Landeskirche Hannovers die Burg. 1956 wurde der Kehrwiederturm der Burg zu einer evangelisch-lutherischen Kirche umgebaut. Diese wurde am dritten Adventssonntag 1956 von Bischof Johannes Lilje geweiht und bekam den Namen Kehrwiederkirche. Das während der kirchlichen Nutzung neugedeckte Dach hindert vorerst den weiteren Verfall. Der größte Teil der Burg wurde 2013 in Privatbesitz verkauft und harrt seither ihrer Restaurierung. Der Batterieturm (Kehrwiederkirche mit dem ev. Friedhof) blieb in Kirchenbesitz und der Torbogen im Gemeindebesitz. Für den Erhalt der Burganlage setzt sich der Förderverein Burg Steinbrück mit über 150 Mitgliedern ein. Gelegentlich finden auf dem Burggelände mittelaltermarktähnliche Veranstaltungen statt.
Heute gilt die ehemalige Wasserburg neben den Burgen Marienburg und Steuerwald als eine der am besten erhaltenen Bischofsburgen in Niedersachsen und eines der wenigen authentisch erhaltenen mittelalterlichen Bauwerke der Region.

## Trivia
Presseberichten zufolge habe es bereits mehrfach in der Burg Untersuchungen durch Geisterjäger zu paranormalen Phänomen gegeben.